# Le Papillon de nuit

Le Papillon de nuit est un recueil de 14 contes radiophoniques de Gérard Sire publié en 1999 par HB éditions (dirigés par Huguette Bouchardeau).
1. La lente agonie d'un papillon
2. Celle qui faisait parler les montagnes
3. Le clown
4. Machli et Scloupe
5. La chienne au pendu
6. Le cabinet de Barbe-Bleue
7. Le ministère du vent
8. Les chiens dans la ville
9. L'homme descend du singe
10. Gant de crin
11. Le cheval Cheval
12. Le Français le plus moyen
13. La dame au tailleur bleu
14. Émission spéciale